# شیعیان پاکستان
شیعیان در پاکستان بیش از بیست درصد از جمعیت دویست میلیون نفری پاکستان را تشکیل می دهند. شیعیان در این کشور بسیار پراکنده اند و بیشترین جمیعت آن‌ها در پنجاب و سند زندگی می کند.

## تاریخ
مذهب اسلام در زمان پیامبر محمد بوسیله بازرگانان عرب در شبه قاره هند ظهور کرد. دومین هیئت مبلغان مسلمان وارده به سند برای ارزیابی امکان کشور گشایی، توسط یکی از نخستین شیعیان علی، حکیم بن جبله العبدی رهبری میشد.  او در سال ۶۴۴ میلادی به منطقه ای که امروزه قسمتی از استان بلوچستان در پاکستان است، وارد شد و گزارش‌ها ذیل را به خلیفه عثمان فرستاد:
”آب کمیاب است، محصولات نامرغوب و ضعیف، و دزدان جسور هستند.اگر تعداد کمی سرباز اعزام شوند، کشته خواهند شد، اگر تعداد قشون زیاد باشد از گرسنگی خواهند مرد“.
از آن زمان، مسلمانان شیعه در کنار مسلمانان سنی و مردمانی از ادیان دیگر در منطقه ای که امروزه پاکستان است زندگی می کردند.  طبق سوابق تاریخی از نخبگان مسلمان و راویان حدیث پیشین، ده نفر از میان هفتاد مسلمان برجسته قرن هشتم و نهم میلادی با نام خانوادگی سندی (۱۴.۳ درصد از کل افراد) شیعه هستند. حوادث خشونت آمیز علیه آنها نادر بوده، و این نوع سکولاریسم قرون وسطایی توضیح می دهد که چرا شیعیان در همه جای شبه قاره یافت می شوند، و در کنار مردم با دیگر عقاید زندگی می کنند.
اولین حادثه قتل شیعیان در این منطقه قتل عبدالله اشتر، پسر محمد نفس زکیه نوه بزرگ حسن ابن علی و چهارصد نفر از اصحاب وی به دست ارتش خلیفه عباسی منصور در سال۷۶۹ میلادی است.